# Internationale Cricket-Saison 2014
Die internationale Cricket-Saison 2014 fand zwischen Mai 2014 und September 2014 statt.

## Überblick

### Internationale Touren
| Beginn            | Heimteam    | Auswärtsteam | Resultate | Resultate | Resultate | Artikel |
| Beginn            | Heimteam    | Auswärtsteam | Test      | ODI       | Twenty20  | Artikel |
| ----------------- | ----------- | ------------ | --------- | --------- | --------- | ------- |
| 6. Mai 2014       | Irland      | Sri Lanka    |           | 0–1 [2]   |           | Artikel |
| 9. Mai 2014       | Schottland  | England      |           | 0–1 [1]   |           | Artikel |
| 20. Mai 2014      | England     | Sri Lanka    | 0–1 [2]   | 2–3 [5]   | 0–1 [1]   | Artikel |
| 8. Juni 2014      | West Indies | Neuseeland   | 1–2 [3]   |           | 1–1 [2]   | Artikel |
| 15. Juni 2014     | Bangladesch | Indien       |           | 0–2 [3]   |           | Artikel |
| 6. Juli 2014      | Sri Lanka   | Südafrika    | 0–1 [2]   | 1–2 [3]   |           | Artikel |
| 9. Juli 2014      | England     | Indien       | 3–1 [5]   | 1–3 [5]   | 1–0 [1]   | Artikel |
| 18. Juli 2014     | Simbabwe    | Afghanistan  |           | 2–2 [4]   |           | Artikel |
| 6. August 2014    | Sri Lanka   | Pakistan     | 2–0 [2]   | 2–1 [3]   |           | Artikel |
| 9. August 2014    | Simbabwe    | Südafrika    | 0–1 [1]   | 0–3 [3]   |           | Artikel |
| 20. August 2014   | West Indies | Bangladesch  | 2–0 [2]   | 3–0 [3]   | 0–0 [1]   | Artikel |
| 8. September 2014 | Irland      | Schottland   |           | 2–1 [3]   |           | Artikel |

### Internationale Turniere
| Beginn             | Turnier                                     | Land     |
| ------------------ | ------------------------------------------- | -------- |
| 1. Mai 2014        | ACC Premier League 2014                     | Malaysia |
| 22. Juni 2014      | ICC World Cricket League Division Four 2014 | Singapur |
| 25. August 2014    | Zimbabwe Tri-Series 2014                    | Simbabwe |
| 27. September 2014 | Asienspiele 2014                            | Südkorea |

### Internationale Touren (Frauen)
| Beginn             | Heimteam    | Auswärtsteam | Resultate | Resultate | Resultate | Artikel |
| Beginn             | Heimteam    | Auswärtsteam | WTest     | WODI      | WTwenty20 | Artikel |
| ------------------ | ----------- | ------------ | --------- | --------- | --------- | ------- |
| 13. August 2014    | England     | Indien       | 0–1 [1]   | 2–0 [3]   |           | Artikel |
| 21. August 2014    | Australien  | Pakistan     |           | 4–0 [4]   | 4–0 [4]   | Artikel |
| 1. September 2014  | England     | Südafrika    |           |           | 3–0 [3]   | Artikel |
| 9. September 2014  | Irland      | Südafrika    |           |           | 0–3 [3]   | Artikel |
| 12. September 2014 | West Indies | Neuseeland   |           | 4–0 [4]   | 1–2 [3]   | Artikel |

## Nationale Meisterschaften
Aufgeführt sind die nationalen Meisterschaften der Full Member des ICC.
| Land        | First-Class              | List A                        | Twenty20                               |
| ----------- | ------------------------ | ----------------------------- | -------------------------------------- |
| England     | County Championship 2014 | Royal London One-Day Cup 2014 | Twenty20 Cup 2014                      |
| Indien      |                          |                               | Indian Premier League 2014             |
| Sri Lanka   |                          |                               | Super Fours Twenty20 Tournament 2014   |
| Pakistan    |                          |                               | Taqreebat-e-Azadi T-20 Tournament 2014 |
| West Indies |                          |                               | Caribbean Premier League 2014          |